# Michael Blake (Schriftsteller)

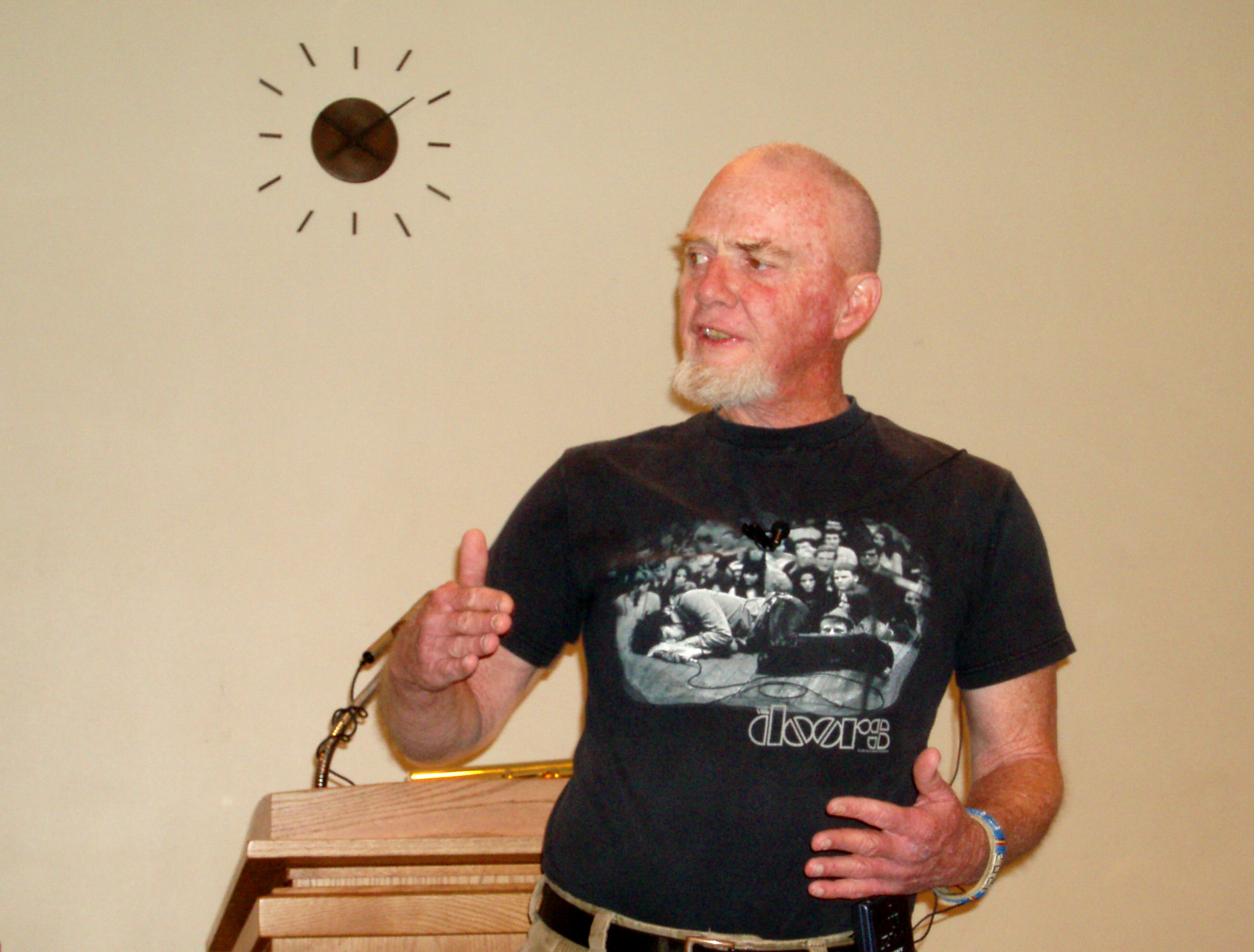
Michael Blake (2005)

Michael Blake (* 5. Juli 1945 in Fort Bragg, North Carolina; † 2. Mai 2015 in Tucson, Arizona) war ein US-amerikanischer Schriftsteller und Drehbuchautor. Er wurde insbesondere bekannt durch die Adaption seines Romans Der mit dem Wolf tanzt für den gleichnamigen Film, der mit sieben Oscars ausgezeichnet wurde, darunter auch mit einem Oscar für das beste adaptierte Drehbuch für Blake.

## Leben
Blake verbrachte seine ersten Lebensjahre in Texas, bevor seine Familie nach Südkalifornien zog, wo sie an verschiedenen Orten lebten. Mit dem Schreiben begann er, als er auf der Walker Air Force Base stationiert war, wo er an der hauseigenen Zeitung mitarbeitete. Blake studierte Journalismus an der University of New Mexico und absolvierte eine Filmschule in Berkeley, wo er die ersten Drehbücher verfasste. Er besuchte zudem die Eastern New Mexico University in Portales.
In den späten 1970er Jahren zog er nach Los Angeles. In den 1980er Jahren wurde nur eines seiner Drehbücher verfilmt. Der Streifen Gewagtes Spiel hatte den jungen Kevin Costner in der Hauptrolle, der ihn 1986 überzeugte, die Idee über eine Geschichte mit Indianern niederzuschreiben – es entstand das Buch Der mit dem Wolf tanzt, für das er dann auch das Drehbuch verfasste. Der darauf basierende Film hatte großen Erfolg und erhielt neben zahlreichen anderen Auszeichnungen sieben Oscars.
In den Jahren danach fuhr Blake mit dem Schreiben fort, engagierte sich daneben aber auch karitativ. Auch diese Arbeit wurde mit diversen Preisen ausgezeichnet, unter anderem dem Eleanor Roosevelt Award für die Arbeit mit Minderheiten. Seine Bücher hatten die Eroberung des Wilden Westens, Indianer und die Air Force zum Thema. 2001 erschien The Holy Road, die Fortsetzung von Der mit dem Wolf tanzt. Die Arbeit an der Drehbuch-Adaption zählte zu seinen letzten Aktivitäten.
Michael Blake war ab 1993 verheiratet und Vater von drei Kindern. Er lebte auf einer Ranch im Süden Arizonas.
Er verstarb nur zwei Monate vor seinem 70. Geburtstag nach langer Krankheit an Krebs.

## Werke

### Drehbücher
- Gewagtes Spiel (Stacy’s Knights) – 1983
- Der mit dem Wolf tanzt – 1990

### Romane
- Dances With Wolves, 1986
  - Englisch: Fawcett, ISBN 0-449-00075-3
  - Deutsch: Der mit dem Wolf tanzt, Schneekluth, ISBN 3-7951-1215-X
- Airman Mortensen, Hrymfaxe, 1991, ISBN 0-9724753-2-X
- Marching to Valhalla, Random House, 1996, ISBN 0-679-45265-6
- The Holy Road – 2001
  - Englisch: Villard Books, ISBN 0-679-44866-7
  - Deutsch: Der Tanz des Kriegers, Lübbe, 2003, ISBN 3-404-15059-7

### Sachbücher
- Like A Running Dog (Autobiografie), Hrymfaxe, 2002, ISBN 0-9724753-1-1
- Indian Yell, Northland, 2006, ISBN 0-87358-907-6
- Twelve the King, Perceval Press, 2009, ISBN 0-9819747-8-3

## Auszeichnungen
- Academy Award (Oscar für bestes adaptiertes Drehbuch)
- Golden Globe Award (Bestes Drehbuch)
- Silver Spur
- American Movie Award
- WGA Award
- Environmental Media Award
- Golden Quill
- Cancervive
- Animal Protection Institute
- American Library Association
- Amanda Blake Award
- Eleanor Roosevelt Award